# 우나이 로페스
우나이 로페스 카브레라(스페인어: Unai López Cabrera ˈunaj ˈlopeθ[*], 바스크어:  unai lopes̻, 1995년 10월 30일, 바스크 주 에렌테리아 ~)는 스페인의 프로 축구 선수로, 현재 라요 바예카노에서 중앙 미드필더로 활약하고 있다.

## 클럽 경력
로페스는 기푸스코아 도 에렌테리아 출신으로, 안티구오코에서 축구를 시작해 2011년에 14세의 나이로 이웃 레알 소시에다드에서 [[아틀레틱 빌바오의 유소년부에 입단했다. 그는 위성 구단 소속으로 테르세라 디비시온에서 2012-13 시즌에 성인 무대 신고식을 치르고, 2013년 6월에 세군다 디비시온 B의 2군으로 승진되었다.
2014년 7월 2일, 에르네스토 발베르데는 시즌 전 일정을 앞두고 로페스를 1군으로 차출했다. 같은 해 8월, 그는 그 시즌 챔피언스리그 예비 명단에 이름을 올렸고, 등번호 29번을 받았다.
2014년 8월 27일, 로페스는 나폴리와의 챔피언스리그 플레이오프전의 교체 명단에 이름을 올렸다. 이튿날, 그는 3-1로 이긴 안방 경기에서 72분에 마르켈 수사에타와 교체 투입되며 1군 첫 경기를 치렀고, 이바이 고메스가 마무리한 아틀레틱의 3번째 골을 도왔다. 그의 라 리가 첫 경기는 같은 달 30일에 열렸는데, 0-3으로 패한 레반테와의 산 마메스 안방 경기에 23분 출전했다.
2016년 7월 26일, 그는 한 시즌 동안 세군다 디비시온의 2군에서 활약한 후 레가네스로 1년 동안 임대되었다. 이듬해 8월 1일, 그는 2부 리그의 라요 바예카노로 1년 동안 임대되었다.
2020년 3월 8일, 로페스는 프리킥으로 아틀레틱 1호골을 득점했는데, 소속 구단을 바야돌리드 원정에서 4-1 승리를 거두었다. 그는 2019-20 시즌에 주전으로 활약했지만, 오이안 산세트, 우나이 벤세도르, 그리고 오이에르 사라가 등의 신예들이 비상하면서 입지를 잃었다.
2021년 8월 31일, 로페스는 라요와 3년 계약을 맺고 복귀했다. 아틀레틱은 이번 계약으로 향후에 이적할 경우 거부할 권한도 갖게 되었고, "몇 차례 금전적 보수"도 받게 되었다.

## 경력 통계

### 클럽
2021년 8월 31일 기준
| 구단                 | 시즌      | 리그              | 리그 | 리그 | 컵   | 컵 | 기타 | 기타 | 합계 | 합계 |
| 구단                 | 시즌      | 리그명            | 출장 | 골   | 출장 | 골 | 출장 | 골   | 출장 | 골   |
| -------------------- | --------- | ----------------- | ---- | ---- | ---- | -- | ---- | ---- | ---- | ---- |
| 바스코니아           | 2012–13   | 테르세라 디비시온 | 21   | 2    | —    | —  | —    | —    | 21   | 2    |
| 빌바오 아틀레틱      | 2013–14   | 세군다 디비시온 B | 33   | 4    | —    | —  | —    | —    | 33   | 4    |
| 빌바오 아틀레틱      | 2015–16   | 세군다 디비시온   | 40   | 2    | —    | —  | —    | —    | 40   | 2    |
| 빌바오 아틀레틱      | 합계      | 합계              | 73   | 6    | 0    | 0  | 0    | 0    | 73   | 6    |
| 아틀레틱 빌바오      | 2014–15   | 라 리가           | 19   | 0    | 1    | 0  | 4    | 0    | 24   | 0    |
| 아틀레틱 빌바오      | 2018–19   | 라 리가           | 7    | 0    | 1    | 0  | —    | —    | 8    | 0    |
| 아틀레틱 빌바오      | 2019–20   | 라 리가           | 26   | 1    | 4    | 0  | —    | —    | 30   | 1    |
| 아틀레틱 빌바오      | 2020–21   | 라 리가           | 26   | 3    | 5    | 0  | —    | —    | 31   | 3    |
| 아틀레틱 빌바오      | 합계      | 합계              | 78   | 4    | 11   | 0  | 4    | 0    | 93   | 4    |
| 레가네스 (임대)      | 2016–17   | 라 리가           | 23   | 2    | 1    | 0  | —    | —    | 24   | 2    |
| 라요 바예카노 (임대) | 2017–18   | 세군다 디비시온   | 39   | 3    | 1    | 0  | —    | —    | 40   | 3    |
| 경력 합계            | 경력 합계 | 경력 합계         | 234  | 17   | 13   | 0  | 4    | 0    | 251  | 17   |

1. ↑  챔피언스리그 3경기, 유로파리그 1경기 출장 경기 기록 포함
2. ↑  2021년에 치러진 2020 코파 델 레이 결승전 출장 경기 기록 포함

## 수상
라요 바예카노
- 세군다 디비시온: 2017–18[15]

아틀레틱 빌바오
- 코파 델 레이 준우승: 2019–20,[16] 2020–21[17]